# 구라쿠엔구치역
쿠라쿠엔구치역(일본어: 苦楽園口駅, くらくえんぐちえき 쿠라쿠엔구치에키[*])(영어: Kurakuenguchi station)은 일본 효고현 니시노미야시에 있는 한큐 전철 고요 선의 역이다. 역 번호는 HK-29이다.

## 역사
고요 선이 개통한 당초에는 신호장으로 개설되었고, 후에 역으로 승격한 경위를 갖고 있다. 역의 개통에 맞추어 역전에서는 한큐 첫 직영 버스가 운행을 시작으로 한큐의 버스 사업의 선구가 되었다.
- 1924년 10월 1일: 고요 선의 개통과 동시에 고에키이와 신호장(일본어: 越木岩信号所, こしきいわしんごうしょ)이 개설됨.
- 1925년 3월 8일: 역으로 승격되고 쿠라쿠엔구치역으로 영업 개시.
- 2013년 12월 21일: 역 번호 도입.

## 역 구조
상대식 승강장 2면 2선의 구조에서 교환 설비를 갖춘 지상역이다. 역사(개찰구)는 고요엔 행 승강장의 고요엔 방향으로 유인 개찰이 있고, 슈쿠가와 행 승강장의 고요엔 방향에 정기권 카드 전용의 무인 개찰이 있다. 두 플랫폼은 지하도에서 연결된다.
화장실은 슈쿠가와 행 승강장의 중간 위치에 설치되어 다기능 화장실도 병설되어 있다.

### 승강장
| ↑ 슈쿠가와 |
| \| 2       |
| 고요엔 ↓   |

| 서측 | ■ 고요 선(하행) | 고요엔 행                                                      |
| 동측 | ■ 고요 선(상행) | 슈쿠가와・오사카 (우메다)・고베산노미야・교토・다카라즈카 방면 |

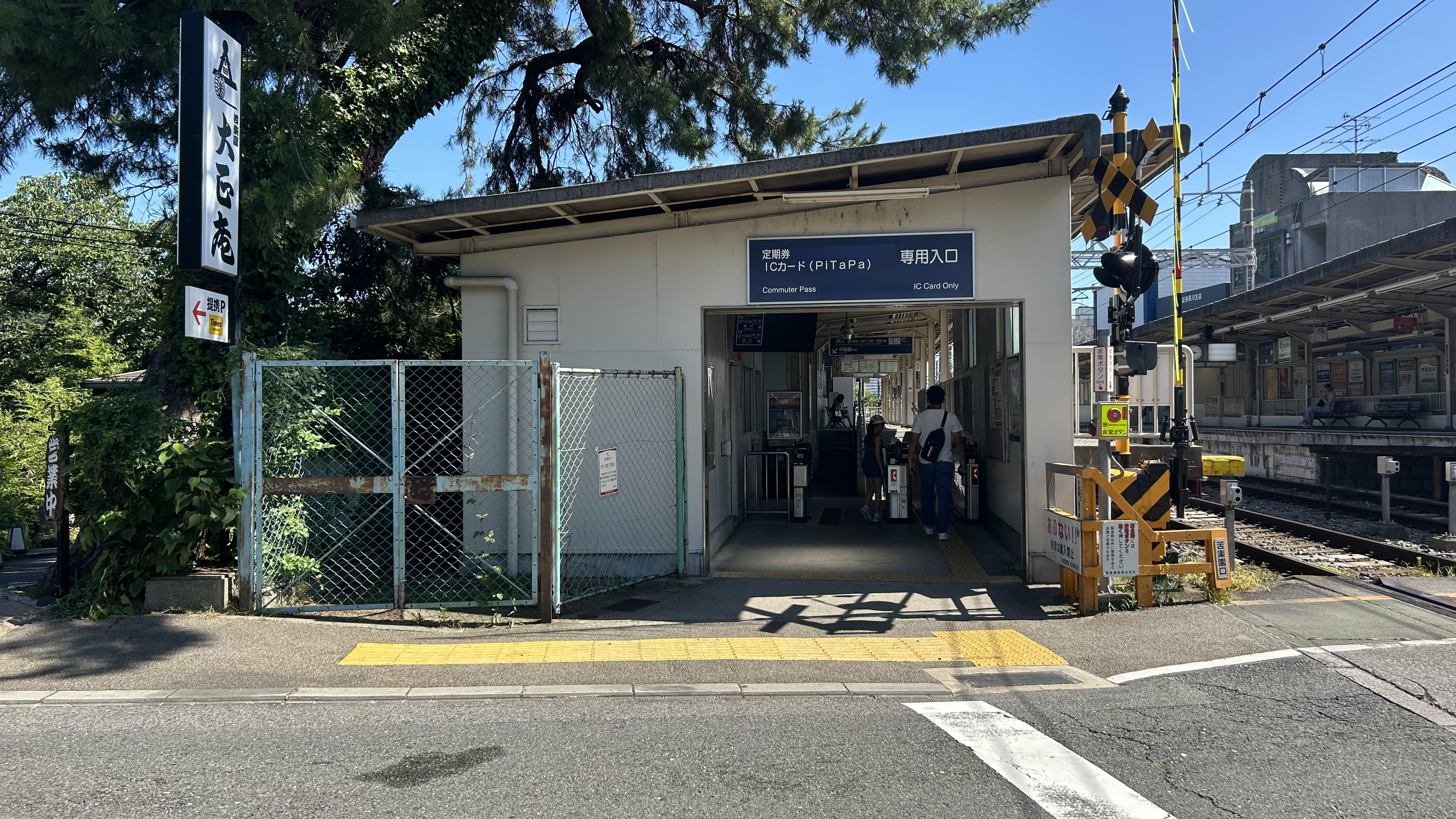
동쪽 출입구
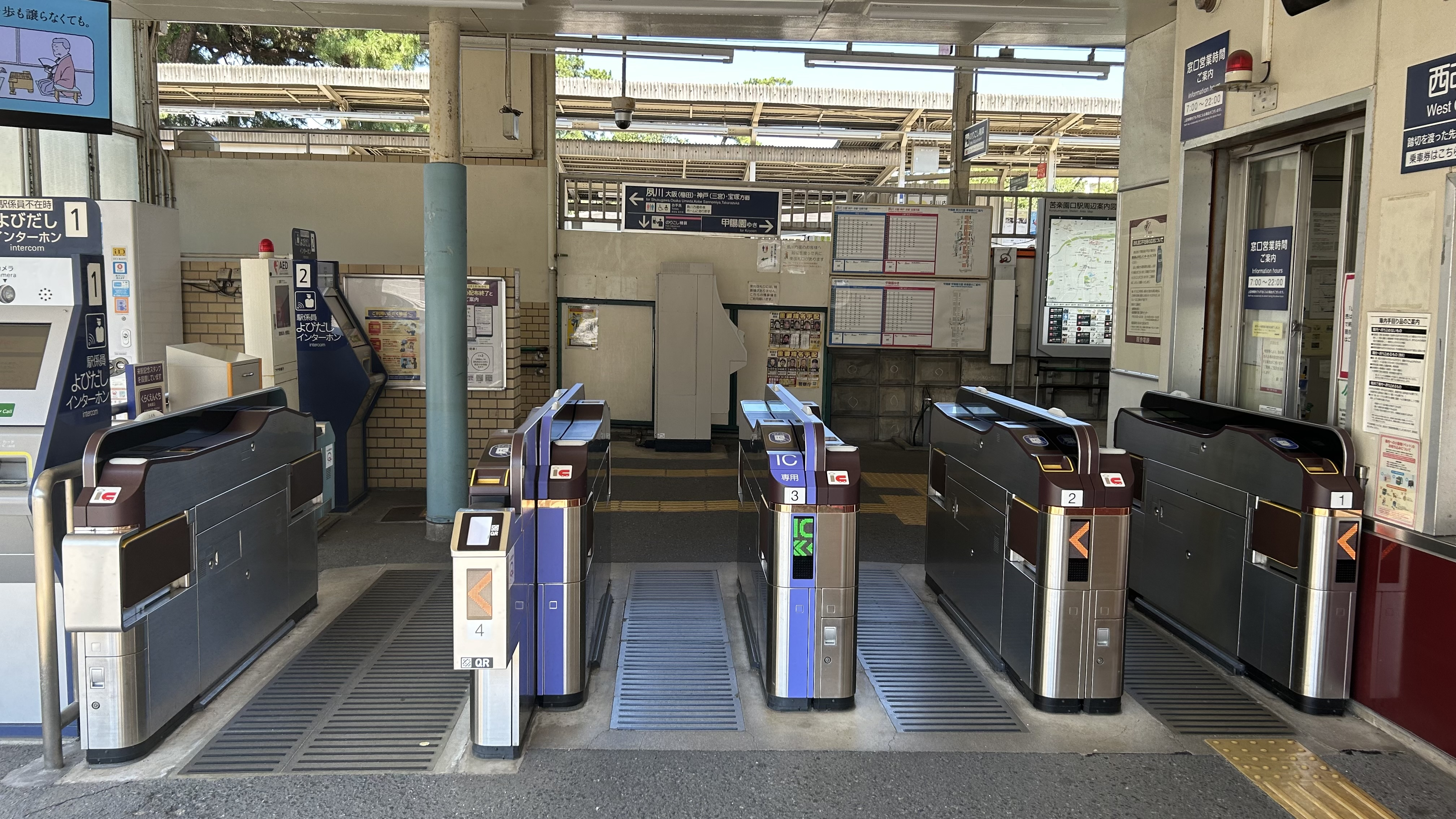
서쪽 개찰구
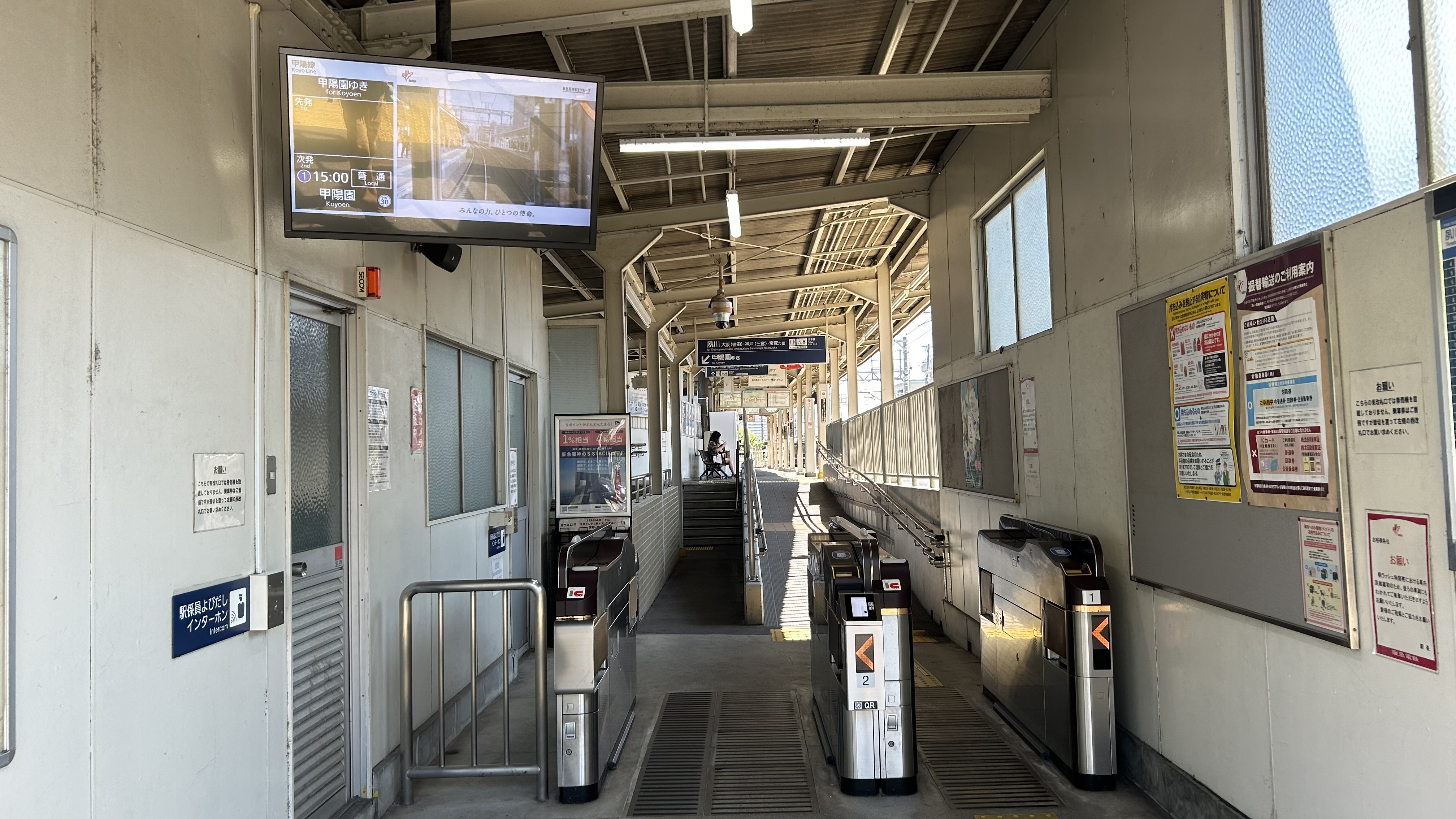
동쪽 개찰구
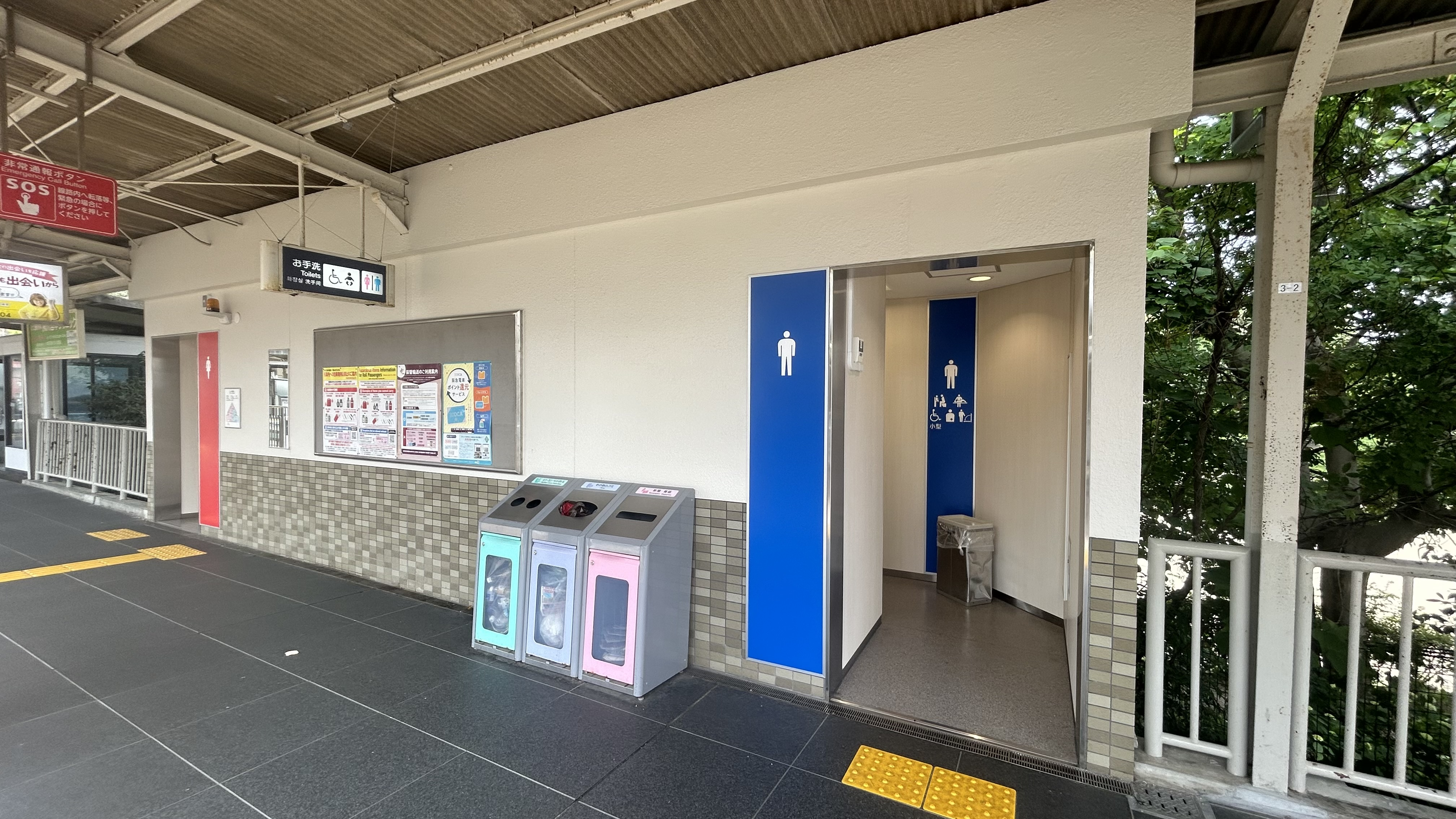
화장실

## 역 주변
본 역의 서부 일대에 구라쿠엔이라는 지역이 있는데 그 곳에는 다이쇼 시대부터 쇼와 시대까지 온천지로서 사랑받아왔다. 그 온천에 접근할 목적으로 설치되었기 때문에 구라쿠엔구치 역이 되었다. 다만, 구라쿠엔까지는 도보로 20분 정도 걸리고 가파른 산길을 오르게 된다.
봄의 꽃놀이 시즌에는 슈쿠가와 공원을 찾는 행락객으로 북적인다.
- 구라쿠엔 - 니시노미야나나엔의 하나로 고급 주택가이다.
- 슈쿠 강 - 역 남쪽에서 나카이다 강과 합류한다.
- 슈쿠가와 공원
- 니시노미야 시 소방국 니시노미야 소방서 기타슈쿠가와 분소
- 니시노미야 시립 기타슈쿠가와 초등학교
- 니시노미야 구라쿠엔구치 우체국
- 아시야시 로쿠로쿠소초 - 당역과 가깝고 도보로 24분 정도 걸린다.
- 니테코 연못 - "반딧불이의 무덤"의 무대.
- 우에시마 커피점 본점
- 노무라 증권 구라쿠엔 지점

## 사진

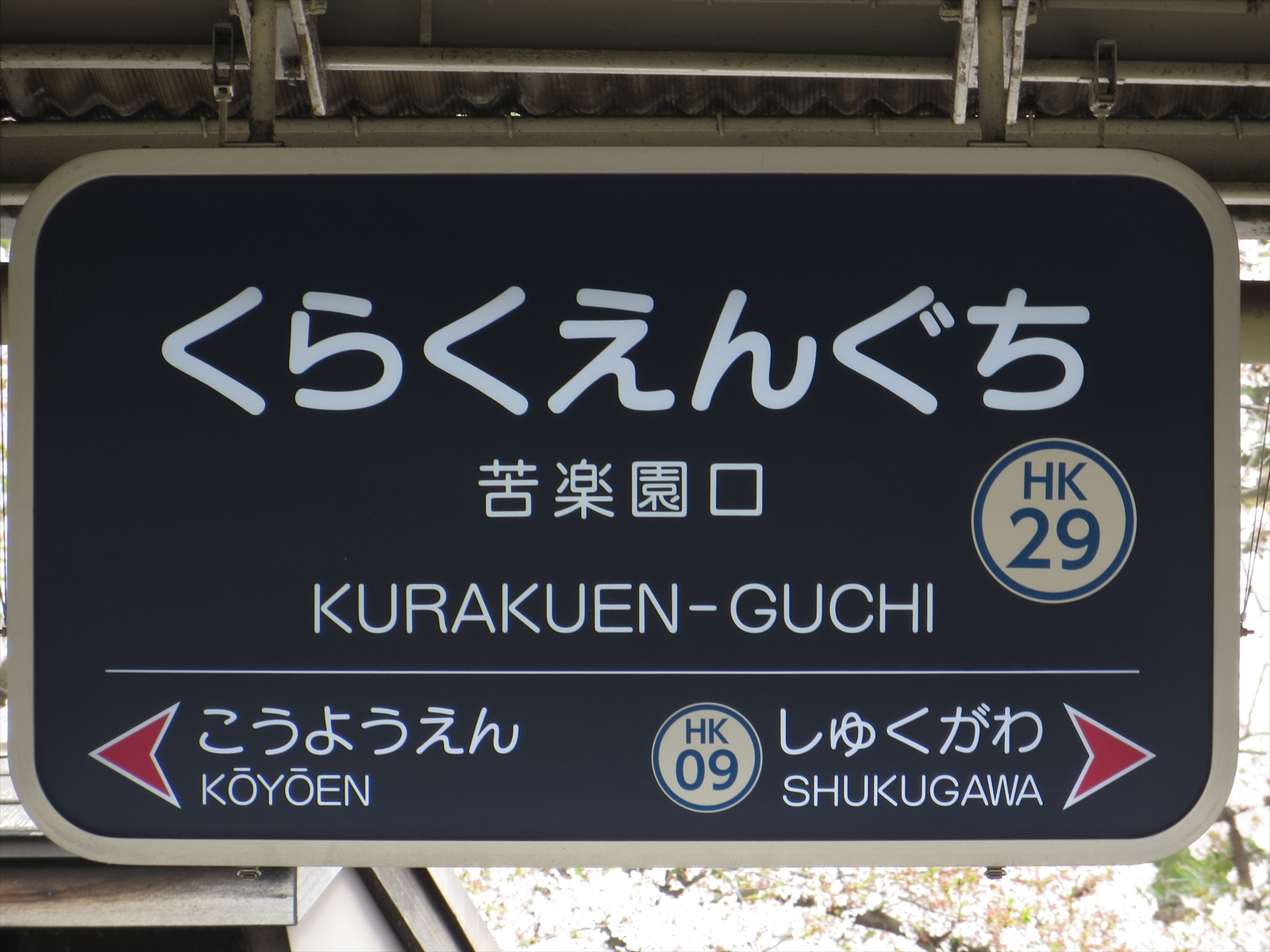
역명판

## 인접역
| 한큐 전철 ■ 고요 선          | 한큐 전철 ■ 고요 선 | 한큐 전철 ■ 고요 선      |
| ---------------------------- | ------------------- | ------------------------ |
| HK-09 슈쿠가와 슈쿠가와 방면 |                     | 고요엔 HK-30 고요엔 방면 |